# Misserghin
Misserghin (em árabe: مسرغين) é uma comuna localizada na província de Orã, Argélia. De acordo com o censo de 2009, a população total da cidade era de 26 554 habitantes.

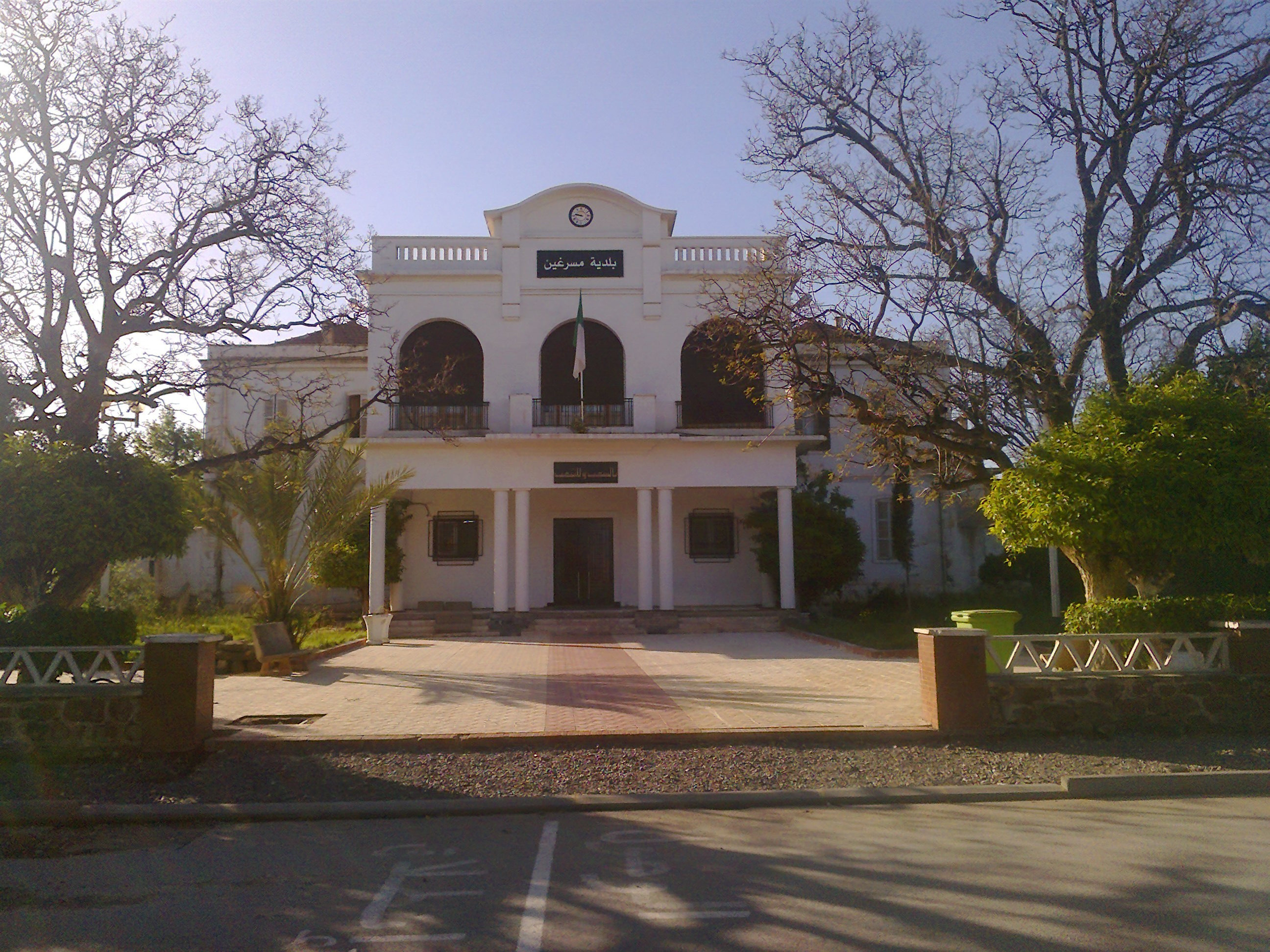
Sede da Câmara Municipal